# Teroristé (román)
Teroristé (švédsky Terroristerna) je posledním románem z desetidílné série Románů o zločinu s hlavním hrdinou policejním komisařem Martinem Beckem, od švédské autorské dvojice Maj Sjöwallová – Per Wahlöö. Ve Švédsku byla kniha vydána v roce 1975, český překlad Dagmar Hartlové-Černohorské vyšel poprvé v roce 1983 (v nakladatelství Svoboda, v edici Omnia, ve svazku společně s devátým románem ze série: Vrah policistů). 
Poprvé samostatně byl román vydán v roce 1990, rovněž v nakladatelství Svoboda, ale v rámci souborného vydání 10 románů o zločinu, v jednotné grafické úpravě všech svazků.   
Kromě toho román vyšel v letech 1987 a 2012 jako zvukový záznam (19 audiokazet resp. 2 audiodisky), opět společně s devátým románem ze série: Vrah policistů (Knihovna a tiskárna pro nevidomé K. E. Macana). Když Per Wahlöö v červnu 1975 zemřel, nebyl román ještě zdaleka dokončen a Maj Sjöwallová musela několik kapitol dopsat sama.     

## Název
Český název románu se nikterak překvapivě shoduje nejen s původním švédským, ale i anglickým (The Terrorists, první vydání 1976, nakladatelství Pantheon Books) 
a německým vydáním (Die Terroristen, první vydání v roce 1977, nakladatelství Rowohlt Verlag). V NDR vyšel román se stejným názvem jako v SRN, 
ale až v roce 1986. Je to však jediný román z celé série, kde se původní švédský název a překlady takto shodují.

## Vývoj postav
Lennart Kollberg v předchozím románu Vrah policistů opustil řady policistů, a proto v tomto díle má jen okrajovou úlohu. Pracuje ve vojenském muzeu, 
přesto ho tam Beck navštíví, aby mu pomohl zkontrolovat plány.  
Gunvald Larsson zde proto hraje mnohem větší roli, což do značné míry platí i pro Einara Rönna. 
Martin Beck se v úvodu románu opět setká se svou dcerou, s kterou má výborné vztahy, a jejím partnerem. Ingrid je již 22 let. Naopak s mladším 
synem Rolfem si nadále nerozumí a ke konci románu (při výslechu Rebecky) přemítá nad tím, nakolik může nedostatek hlubších citů k němu ovlivnit synův život. 
Beckův vtah s Rheou Nielsenovou se dále prohlubuje. 
Beck si vždy vážil Lennarta Kollberga, byl to jeho nejbližší spolupracovník a stýská se mu po něm, ale jeho vztah s Gunvaldem Larssonem byl celé roky 
dost odtažitý, přestože (ne vždy a úplně) uznával, že je to také schopný kriminalista. V tomto posledním románu autorské dvojice k sobě vzájemně 
nacházejí cestu. Ocení i Einara Rönna.
Objevuje se zde nový obhájce Theobald Braxén, přezdívaný Krkal, který je představen jako poněkud komická a podivná, na první pohled zmatená, 
ale soucítící postava, která neváhá vzít obhajobu zdánlivě beznadějných případů. Často pronáší zvláštní, dlouhé, urážlivé a nesouvisející výroky:  
„Kdybyste, pane státní návladní, někdy vstoupil v některé ze svých kravat na území státu, kde se trestá nevkus, tak byste byl zřejmě popraven. ... 
Ostatně odkud je pašujete?“ Tím se mu však daří vyvést protistranu z rovnováhy. 
Jeho protivníkem u soudu je Sten Olsson, všemi přezdívaný Bulldozer Olsson, který se poprvé objevil v osmém románu Záhada zamčeného pokoje.
Stále šéfuje Zvláštní skupině pro potírání bankovních loupeží, Kollberga i Larssona však v ní dávno vyměnil za jiné, k velké radosti Larssona. Olsson je 
tak zaneprázdněn množícími se případy bankovních loupeží, že si ani nevšiml, že ho opustila žena. Brzy si však našel náhradu v jedné ze svých sekretářek. 
Herrgott Nöjd se poprvé objevil v předchozím románu Vrah policistů a s Martinem Beckem se spřátelili. V rámci gigantické bezpečnostní akce 
spojené s návštěvou senátora je (stejně jako řada dalších policistů z jihu Švédska) na několik dní povolán do Stockholmu, kde se jeden večer uskuteční 
srdečné setkání s Martinem a Rheou. 
Bo Zachrisson, nevalný policista, který v Záhadě zamčeného pokoje zpackal počáteční vyšetřování muže zastřeleného v bytě, se ocitá 
(spolu s Kennethem Kvastmo, Karl Kristianssonem a dalšími) na zvláštním „seznamu blbců“, který připravil Gunvald Larsson proto, aby tito policisté zůstali
během akce na strážnících, kde udělají nejméně škody. Ale Eric Möller, šéf bezpečnostní policie je omylem zařadí do týmu, zajišťující tělesnou ochranu. 
Špatně prohlédnou kostel a nepřímo tak zaviní selhání ochrany. 

## Děj
Příběh začíná soudním procesem, kdy mladá žena Rebecka Lindová byla obviněna z bankovní loupeže, kterou nikdy nechtěla spáchat. Jako jeden ze svědků byl překvapivě předvolán také Beck, přestože s případem neměl nic společného. Na lavici pro veřejnost byla také Rhea Nielsenová, která si pečlivě dělala poznámky. 
Braxénovi se podaří dosáhnout, že je Rebecka zproštěna obžaloby a propuštěna z vazby.
Beck (spolu s Bennyho Skackem a Äsou Torellovou) začal vyšetřovat případ, kdy na předměstí byl nějaký muž zabit železnou tyčí. Brzy se ukázalo, že to byl bohatý producent pornografie Walter Petrus, který s rodinou bydlel v luxusní vile, ale zavražděn byl v domě milenky. Zvláštní bylo, že si nikdo ničeho nevšiml, protože v okolí se všichni znali. Brzy zjistili, že kšeftoval také s drogami, i když ne ve velkém. 
Po několika dnech jeden mladík náhodně našel železnou tyč, kterou byl Petrus zavražděn. 
Hlavní dějovou linií knihy však je, že Martin Beck byl jmenován šéfem speciálního týmu policistů, který má zabránit předpokládanému teroristickému útoku na velmi nepopulárního amerického senátora, který má oficiálně navštívit Švédsko. Jmenování Becka a jeho lidí byla trochu překvapivá, ale výborná volba, která využila jejich analytické a kriminalistické zkušenosti. 
Ještě předtím byl Gunvald Larsson (který uměl španělsky ještě z dob svého působení v námořnictvu) vyslán „na zkušenou“ do nejmenované latinskoamerické země, kde měli s prevencí atentátů bohatou praxi a všechny dosud odvrátili. Stal se však nechtěným svědkem úspěšného atentátu na prezidenta další nejmenované země, když teroristé na dálku odpálili mohutnou nálož přímo pod projíždějícím pancéřovaným cadillacem – zahynulo i mnoho lidí na tribuně. 
K útoku se záhy přihlásila mezinárodní teroristická organizace Ulag. 
Ta úspěšně uskutečnila i několik předchozích brutálních teroristických útoků v jiných zemích a stopy nasvědčují tomu, že plánuje útok také ve Švédsku a zde ji povede terorista Reinhard Heydt, který se sice narodil v Jižní Africe, ale má dánskou matku a rozumí i švédsky. 
Larsson na poradě přednesl brilantní analýzu nedostatků, kterých se dopustili v Latinské Americe – přestože zpočátku se zdálo, že jejich příprava byla důkladná (na základě poznatků, které v cizině sám shromáždil). 
Mezitím se Beck a jeho kolegové snažili vyřešit vraždu Petruse, aby se pak mohli plně věnovat úkolům zvláštního týmu. Skacke zjistil, že vrah se asi nejprve skrýval za velkými bednami u garáží nedaleko domu, odkud měl dobrý výhled. Další možnou stopu našla Äsa: prozkoumala, kdo všechno hrál pod pseudonymem v Petrusových filmech a mezi nimi byla i Kristina Hellströmová, její otec se staral o Petrusovu vilu, příležitostně mu dělal i řidiče. 
Sture Hellström celý život vychovával dceru sám. Petrus způsobil, že se stala závislou na drogách a již v 15 letech hrála v jeho filmech. 
K vraždě se rozhodl, když nedávno zjistil, že jeho dcera již nemá zájem ani sílu zkusit se léčit, vlastně nemá ani chuť dál žít. 
Beck jako šéf speciální ochranné jednotky pro státní návštěvu podrobně vše probral se svými kolegy a došel ke dvěma závěrům. 
(a) Na základě rozboru předchozích útoků organizace Ulag je pravděpodobné, že použijí bombu, přesněji více bomb, které budou umístěny na více místech na trase z letiště do centra Stockholmu.
(b) Bomby budou nejspíše v plynovém potrubí (což znásobí účinek) a odpáleny na dálku jako v předchozím atentátu. V lokalitě je hodně podzemních chodeb, včetně částí metra ve výstavbě, složitý a rozvětvený kanalizační systém, do kterého se lze dostat mnoha kanály a jinými cestami.
Proto ani při vynaložení veškerého úsilí nebude policie nejspíše schopna instalaci a aktivaci bomb zabránit.
Když všichni členové nejužšího týmu (Beck, Larsson, Melander, Rönn a Skacke) nezávisle na sobě vytipovali skoro stejná pravděpodobná a alternativní místa umístění bomby na trase, zvolili naprosto originální a neobvyklou strategii obrany. Beck ještě navštívil Kollberga (proslulého systematika), aby všechny jeho plány a navržená opatření zkontroloval a odhalil případné nedostatky. Beck předpokládal, že teroristé budou také odposlouchávat vysílačky policejních vozů, proto byl hned při odjezdu z letiště nařízen absolutní rádiový klid v celém Stockholmu. Rovněž dle předpokladů, Heydt a radista Levallois sledovali kolonu v rozhlase a televizi ze vzdáleného úkrytu a odpálili bombu. Nejdříve si mysleli, že selhala. Byli však oklamáni nevídaným „trikem“: v rozhlase i televizi nešlo o přímý přenos, ale dle pokynů Becka bylo vysílání o pár minut zpožděno. Nejtěžší úloha připadla Rönnovi, měl jen chvilku na to, aby ihned po průjezdu vyklidil část trasy. Povedlo se, pytle s pískem a skelná vata utlumily výbuch, nikdo nebyl zranění a škody jen minimální, např. vytlučená okna. 
Ochrana senátora samozřejmě pokračovala i během dalšího programu: v parlamentu a při kladení věnců, ale vše se zdálo pod kontrolou. Najednou u kostela padl výstřel, obětí však nebyl americký senátor, ale švédský předseda vlády! Pachatelem byla mladá žena, Rebecka. Její situace se od propuštění neustále zhoršovala až do bezvýchodnosti. Otcem její dcery byl Američan Jim, ten předtím dezertoval z armády. Ale sám se dobrovolně přihlásil na americkém velvyslanectví, slíbili mu jen formální trest, dostal však 4 roky nepodmíněně. Rebecka se marně snažila na velvyslanectví něco zjistit, Braxén za ni napsal supliku předsedovi vlády. V srpnu přišla o bydlení, celý podzim i s dcerou provizorně přespávala u různých známých. Z úřadu premiéra ji přišla formální odpověď a den před příletem senátora dostala dopis, že Jim ve vězení spáchal sebevraždu.
Zbývalo hledat teroristy, Beckův tým, hlavně Rönn a Skacke zase pátrali naplno. Díky pečlivé přípravě Beck, Larsson a Rönn dva ze čtyř teroristů překvapili a živé zatkli ukryté v bytě, i když byli ozbrojeni. Třetí, Levallois utekl předem naplánovanou trasou do Kodaně. Heydt se také dost dlouho skrýval 
v bytě, pak se neúspěšně pokusil zastřelit Becka ve Stockholmu. Nakonec chtěl využít dopravní špičku těsně před Vánoci. Na třech vytipovaných místech hlídali členové z Beckova týmu, Heydt nakonec zvolil nejrušnější Malmö, při přestřelce byl zabit a Skacke zraněn, Beck mu však zachránil život.
Všichni se tak mohli těsně před Štědrým dnem vrátit domů, aby strávili Vánoce se svými rodinami.  
Příběh a dokonce celá série končí krátce po Novém roce, kdy Martin Beck a Rhea byly na návštěvě u Lennarta Kollberga a jeho ženy Gun.

## Filmová adaptace: Stockholm Marathon
Román byl zfilmován pouze jednou, a to ještě se značně pozměněným dějem (i když ve filmu vystupují všechny hlavní postavy z knihy). 
Film Stockholm Marathon byl natočen v roce 1994 ve švédsko-německé koprodukci, v Německu byl uváděn pod alternativním titulem Der Tod läuft mit 
(Smrt běží s tebou), se stopáží 87 minut. Jak napovídá název, obětí se má stát jeden z účastníků běhu a motivem je odplata za domnělou odpovědnost 
za smrt mentálně postižené ženy. Scénář napsali Rainer Berg a Beate Langmaack, režisérem filmu byl rakouský režisér Peter Keglevic, kameramanem byl 
Per Källberg.
Roli Martina Becka ztvárnil Gösta Ekman (který v letech 1993 až 1994 natočil hned 5 dalších filmů, kde hraje Martina Becka), 
Lennarta Kollberga hrál Kjell Bergqvist, Gunvalda Larssona hrál Rolf Lassgård, Benyho Skackeho hrál Niklas Hjulström. 
Jako zajímavost lze uvést, že zatímco hudbu složil Stefan Nilsson, tak titulní píseň filmu (Marathon of Life) napsal Ralf Stemmann a zazpíval ji 
Thomas Anders ze skupiny Modern Talking. Další zajímavostí je, že na scénářích uvedených šesti filmů se zčásti podílela také Maj Sjöwallová a také si v nich zahrála různé maličké role, např. ve filmu Stockholm Marathon hrála ženu se startovací pistolí.
A můžeme jen spekulovat, zda jediným nebo hlavním důvodem tak výrazné změny děje (tím spíše, že zbylých pět filmů z let 1993 až 1994 se knižní předlohy
drží poměrně věrně) bylo to, že natočit v roce 1994 film podle knihy z roku 1975, v níž je zastřelen švédský premiér, bylo osm let po dodnes 
neobjasněném atentátu na Olofa Palmeho příliš citlivé téma nebo zda existovaly i jiné příčiny.

## Lokace a reálie
Většina románu se odehrává opět ve Stockholmu, letadlo senátora přistálo na letišti Stockholm-Arlanda, které leží přes 40 kilometrů  
severně od Stockholmu, přibližně v polovině cesty do Uppsaly. Zde byla zahájena bezpečnostní akce a odtud jel konvoj přes Solnu 
do centra Stockholmu. Bomba byla odpálena na ulici Nortull (švédsky Nortullsgatan), kudy vedla vhodná cesta k tehdejšímu dočasnému sídlu parlamentu.
Einar Rönn byl s hasičskými, záchrannými a dalšími vozy připraven v nedaleké Dannemorské ulici (švédsky Dannemoragatan). K atentátu došlo 
na malém ostrově Riddarholmen, který je oficiálně součást starého města Gamla stan, u kostela Riddarholmskyrkan. 
Malá, ale významná část děje, se odehrává v Malmö. 
Fiktivní švédský premiér nemá v románu žádné jméno. Není zde samozřejmě žádná reálná souvislost, ale v době vydání románu (1975) byl skutečným premiérem
(první funkční období: 1969–1976) Olof Palme, který byl zavražděn během druhého funkčního období (1982–1986), když se jako obvykle bez ochranky, vracel 
pěšky z kina. Jde o první vraždu premiéra v dějinách Švédska. Některé články poukazují na další náhodné, ale zajímavé podobnosti, např. fiktivní i skutečný 
premiér byli zastřeleni z velké blízkosti. 
Film Stockholm Marathon se natáčel zejména na starém městě Gamla stan, na Drottninggatan (ulice a hlavní pěší zóna), na Stockholm Stadion
ve stockolmské čtvrti Östermalm a v dalších lokalitách.

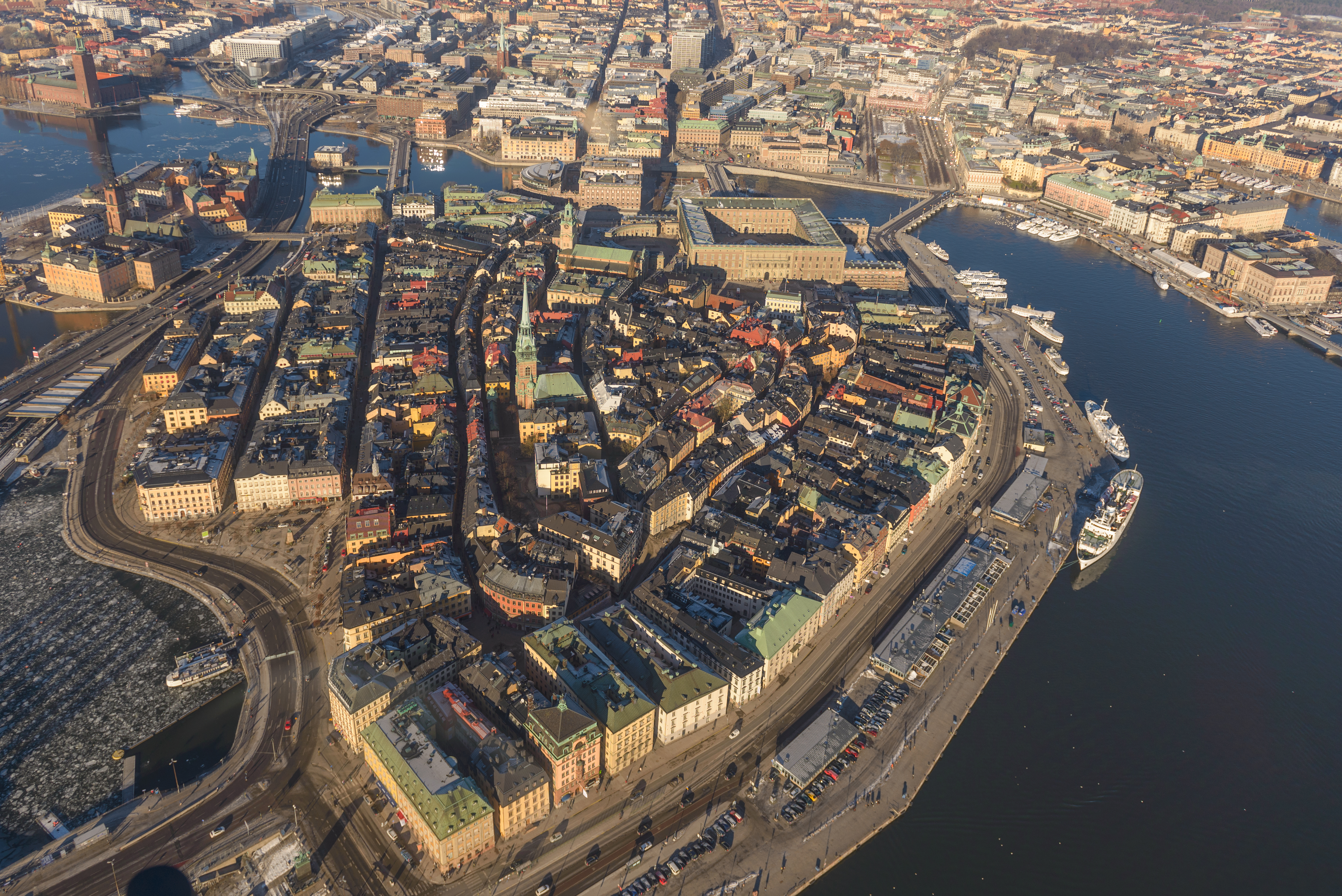
Gamla stan, letecký pohled
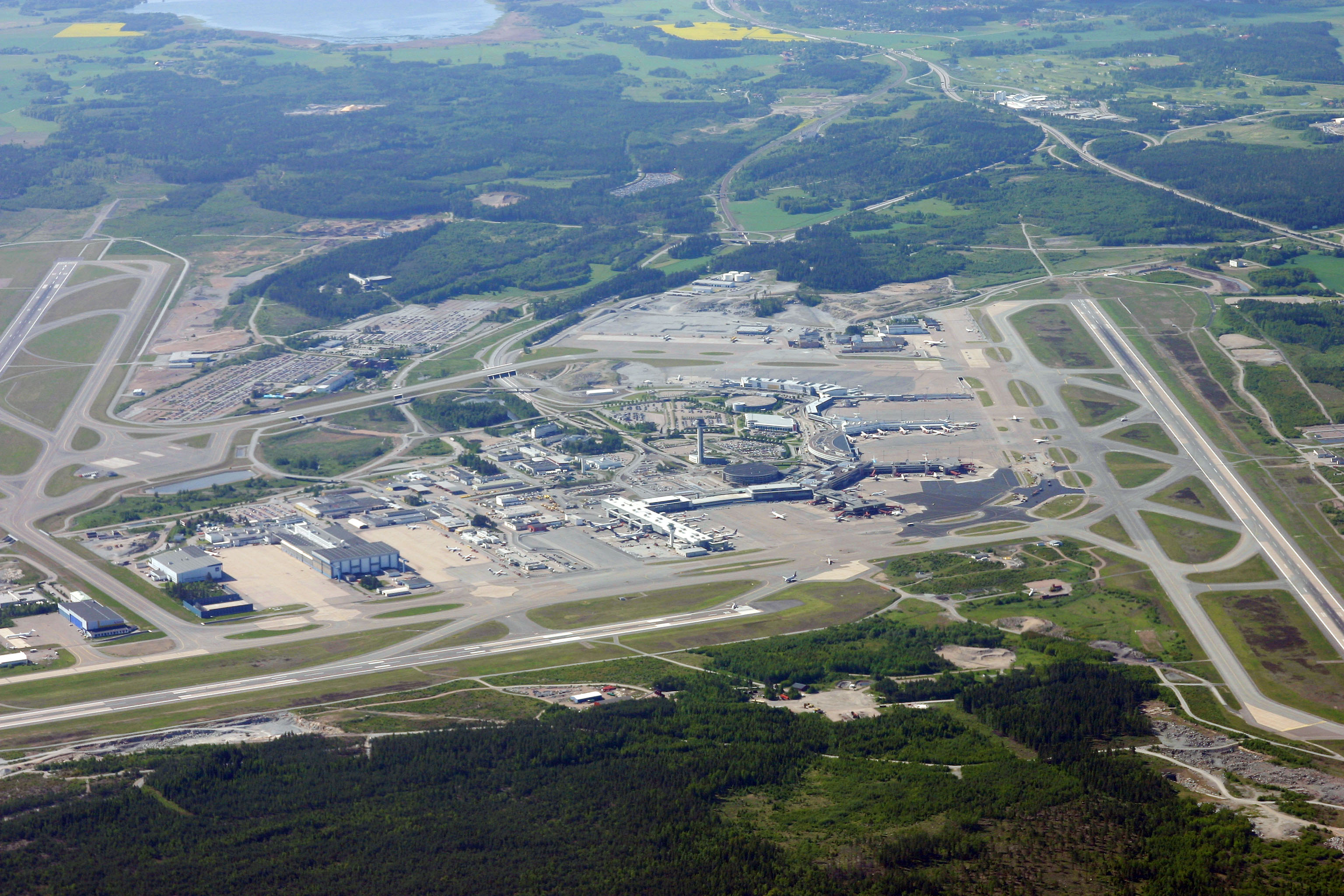
Letiště Arlanda
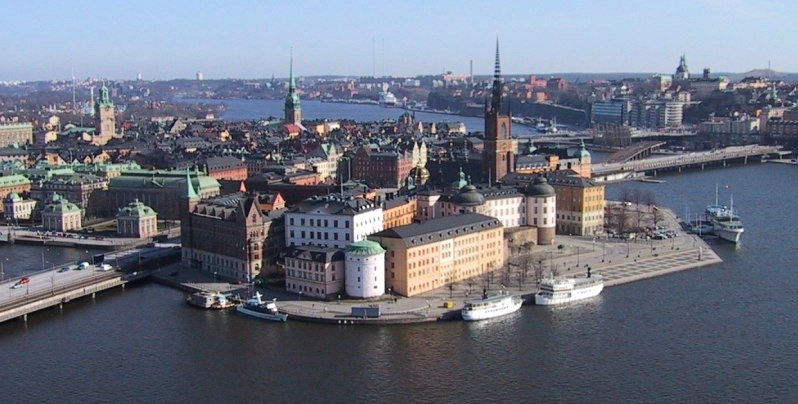
Ostrov Riddarholmen, v pozadí  Gamla stan
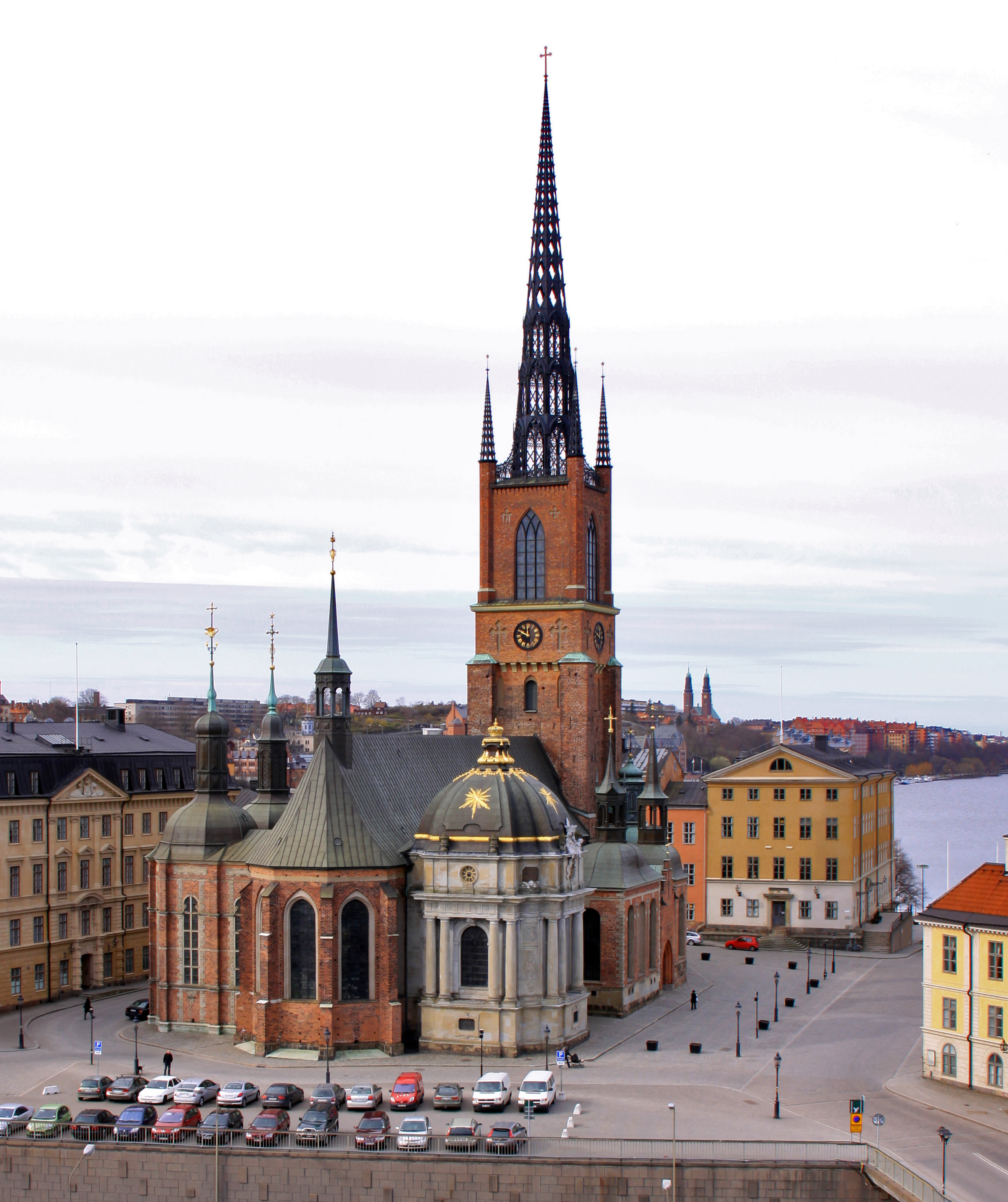
Riddarholmskyrkan, místo činu